# Lejnice smradlavá

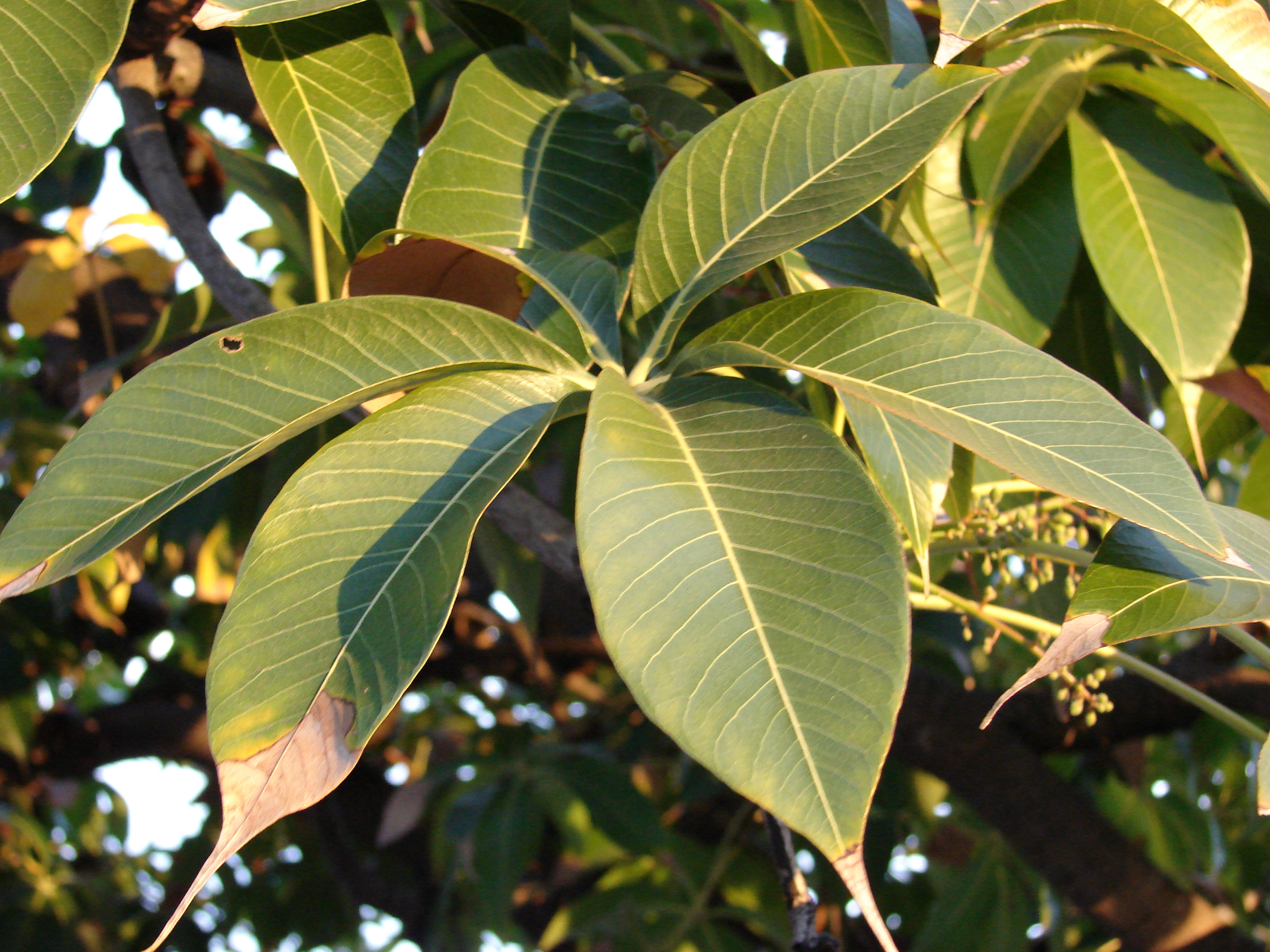
Listy

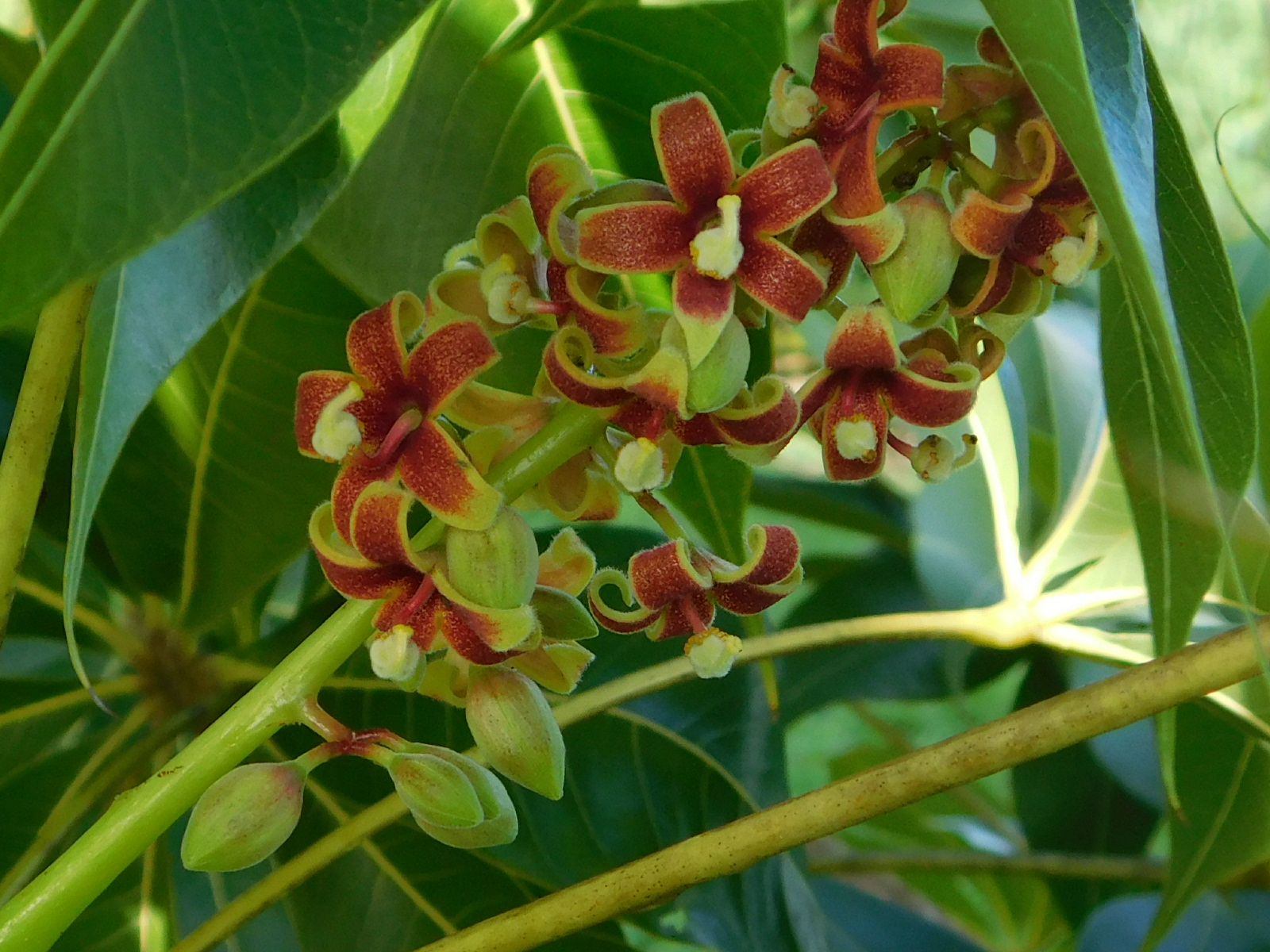
Květenství

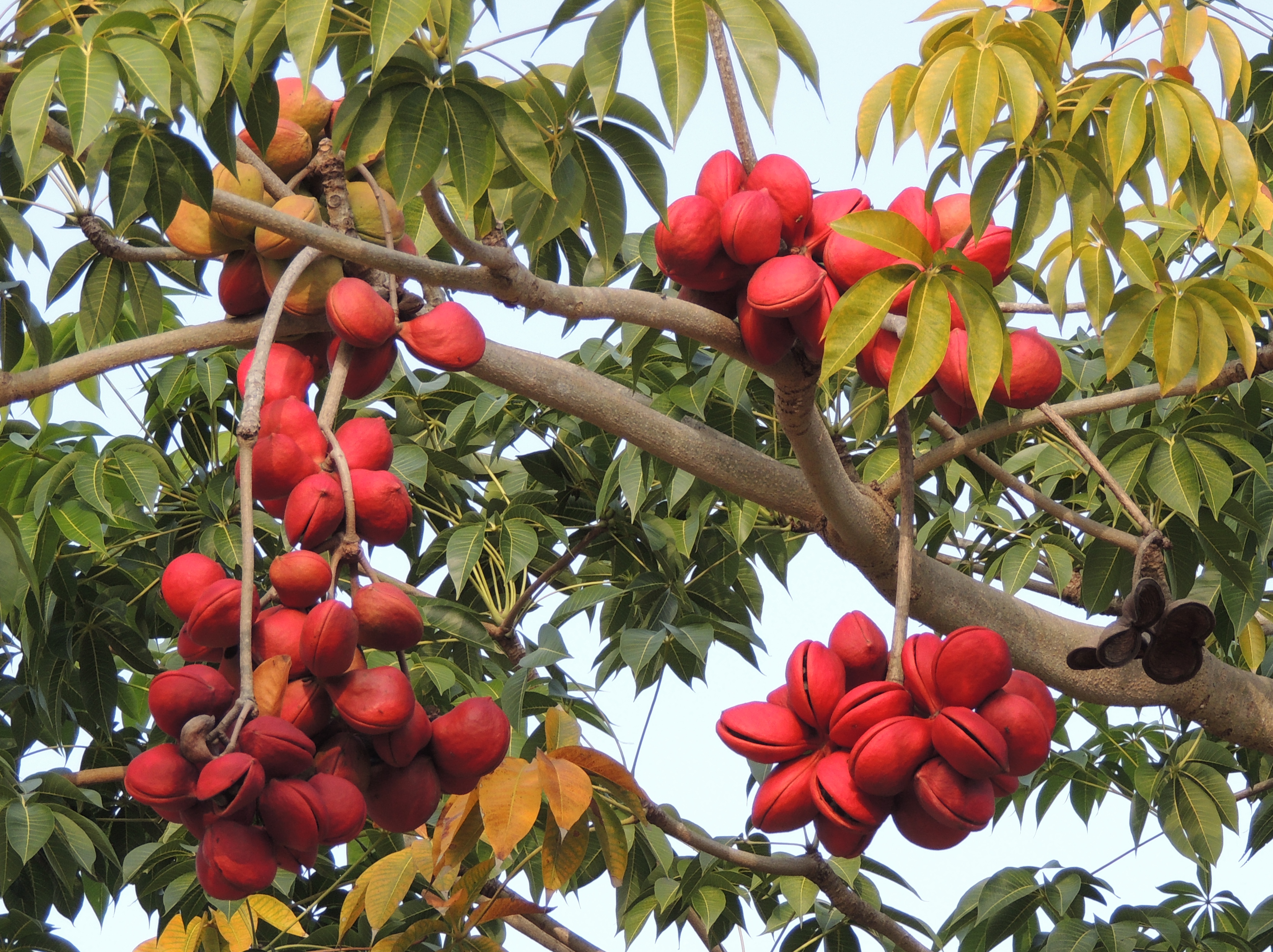
Dozrávající plody

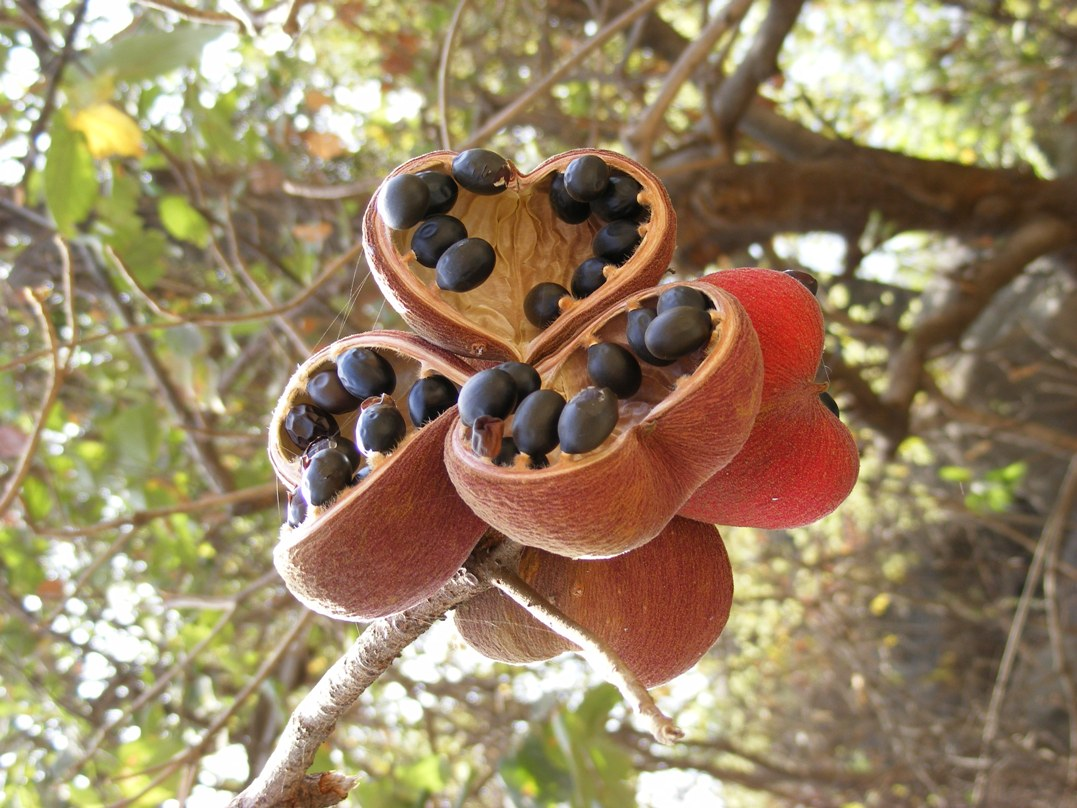
Zralé plody-dřevnaté měchýřky

Lejnice smradlavá (Sterculia foetida) je listnatý, opadavý strom pocházející z monzunových oblastí jižní Asie. Je známý hlavně svou nelibou vůni, zápachem, který vydávají jeho květy. Tato okolnost se promítá i do jména rodu (Sterculia latinsky hnůj) i druhu (foetida latinsky zápach).

## Rozšíření
Stromy pocházejí z tropického, sezonně suchého biomu, převážně z Indického subkontinentu a  jihovýchodní Asie. Původně rostly v Indii, Bangladéši, na Srí Lance a dále na východě v Myanmaru, Thajsku, Malajsii, Laosu, Vietnamu, na Filipínách a ostrovech Indonésie.
Druhotně byl druh rozšířen do jihovýchodní Číny, na Komorské ostrovy a na ostrovy v Guinejském zálivu ve střední Africe. Dále byl zavlečen na Kubu, Portoriko, Tobago a další ostrovy Karibiku. Mimo to roste i v Egyptě, Brazílii, severní Austrálii i na ostrovech Pacifiku. Zjednodušeně lze uvést, že se stromy tohoto druhu vyskytují na severní i jižní polokouli do 25° zeměpisné šířky.

## Ekologie
Stromy sice porostou v široké škále půd, ale upřednostňují hluboké, vápnité, úrodné, vlhké a dobře odvodněné s optimálním pH o hodnotě 6 až 7,5, tolerují však i pH mezi 5 až 8. Nejlépe vyhovují teploty 18 až 32 °C, ovšem snesou i rozmezí mezi 16 až 36 °C, při nižší teplotě zastavují růst. Preferují průměrné roční srážky od 1100 do 1800 mm, snáší i jejich objem mezi 900 a 2000 mm, rostou obvykle v oblastech s obdobím sucha trvajícím tři až čtyři měsíce a následnými vysokými srážkami.
Dřeviny tohoto druhu se vyskytují v nížinných lesích, podél vodních toků nebo na skalách nad mořem, nejvýše do nadmořské výšky 1000 m. Jsou náročné na světlo a teplo, nejsou schopné tolerovat stín či dlouhé období chladného počasí. Bývají častým stromem u cest, v městech se vysazují v parcích, používají se k vytvoření stínu i jako nenáročná okrasná rostlina v  rozlehlejších zahradách. Pro zápach květů však tento druh není příliš oblíbený v těsném okolí lidských příbytků a jeho ne příliš kvalitní dřevo zapříčinilo, že se nepěstuje na plantážích.
Stromy vykazují dobrou odolnost vůči poškození větrem, mají průměrnou délku života okolo sta roků. Páchnoucí květy se objevují v době, kdy je strom ještě bez listů, obvykle v únoru a březnu, nové listy vyraší měsíc po odkvětu, v dubnu a květnu. Plody dozrávají za jedenáct měsíců po opylení.
Mají převážně květy jednopohlavné, samčí i samičí rostou na samostatných stromech. Na stromech se někdy vyskytují i květy oboupohlavné, které ale jsou funkčně jednopohlavné, samčí. Květy se otevírají brzy ráno, přilétají na ně zápachem lákané mouchy, motýli a cikády pro nektar a včely pro nektar a pyl. Pro ztížení samoopylování rozkvétají nejprve květy samčí s pylem a teprve později dozrávají květy samičí. Podíl samčích a samičích květů se může v po sobě jdoucích letech podstatně lišit. Ve srovnání s množstvím květů při kvetení se následná produkce plodů jeví jako nízká. U tohoto druhu byl zjištěn počet chromozomů 2n = 32 nebo 40.

## Popis
Lejnice smradlavá je strom s téměř vodorovnými větvemi rostoucími v přeslenech, který za optimálních podmínek může dorůst až do výše 40 m a jeho rovný, téměř válcovitý kmen má v průměru až 90 cm. Obvykle bývá strom vysoký pouze do 30 m a jeho kmen mívá velké kořenové náběhy. Kůra kmene i větví je šedivá, hladká a nepravidelně se odlupuje v tenkých šupinách. Tento strom estetického vzhledu je handicapovaný pachem svých květů, který připomíná otevřenou městskou kanalizací. Stejný zápach strom vydává, když některá část stromu je pořezána nebo jinak poraněná.
Listy, s 15 až 20 cm dlouhým řapíkem, jsou dlanitě složené, vyrůstají střídavě ve shlucích na koncích větví a jejich palisty brzy opadávají. Jejich průměrně 5 až 9 lístků je elipsovitě kopinatých, jsou dlouhé 6 až 15 cm a široké od 2 do 5 cm, mají klínovitou bázi a vrchol ostře špičatý, jsou celokrajné, kožovité, svěšené a lysé. Lístky mají 10 až 24 paralelních postranních žilek a mezi je zřetelná síť drobných žilek vyššího řádu.
Na koncích větví vyrůstají vzpřímeně mnohokvětá latovitá květenství s květy bez korunních lístků, květy na 2 cm stopce bývají velké mezi 2 až 4 cm a za květu nepříjemně zapáchají. Lístky zvonkovitého kalichu bývají dlouhé asi 12 mm, jsou masité, elipticky kopinaté a dozadu svinuté; jsou až k základně dělené do pěti cípů, a proto kališní trubka chybí. Kališní cípy jsou svrchu purpurově červené nebo nafialovělé, na spodní straně jsou žlutohnědě pýřité a na svrchní straně v koncové části bíle chlupaté.
Samčí květy obsahují gynofor nesoucí plodolisty a na něm je asi 1 cm vysoký sloupek s dvanácti až patnácti vřetenovitými tyčinkami s prašníky a neplodný zakrslý pestík. Květy jsou produkovány ve velkém počtu a po vyprášení pylu opadávají. Samičí květy vyrůstají v menším počtu, mají prodloužené květní lůžko dlouhé asi 5 mm, které nese pět plodolistů. Pětidílný pestík se svrchním semeníkem, mající dvanáct až dvacet vajíček v oddíle, má zakřivenou čnělku s pětilaločnou bliznou. Po opylení se kulovitý ovariální folikul postupně stává elipsoidním, kožnatí, dostává člunkovitý tvar s vrcholem vybíhajícím do zobáčku a narůstá do délky 8 až 10 cm. V samičím květu jsou v prstenci pod plodolisty přisedlé sterilní patyčinky.
Plod je hvězdicovité souplodí měchýřků, etaerio, nejvíce jich bývá pět, jsou eliptické, dlouhé 5 až 8 cm, jasně červené, na vrcholu zobanovitě zúžené a rozevírají se v podélném švu. Kožovitý měchýřek obsahuje po deseti až patnácti semenech, postupně zdřevnatí, zhnědne a opadá. Semena jsou sametově černá nebo hnědá, nekřídlatá, hladká, tvrdá, eliptická a dlouhá asi do 1 cm, na bázi mají malou, žlutou karunkulu. Jsou olejnatá a jedlá, semeno váží okolo 1,6 gramů.

## Rozmnožování
Dřevina se může rozmnožovat pohlavně semeny, nebo nepohlavně stonkovými řízky sazenými do vlhké půdy, nikdy se však strom nerozrůstá odnožemi. Semena si v suchu podržují klíčivost po dobu několika let. Před výsevem je pro ukončení dormance vhodná skarifikace tvrdého osemení, aby se usnadnilo pronikání vlhkosti k embryu. Optimální teplota klíčení se pohybuje mezi 20 až 30 °C, pak ve vlhké půdě vyklíčí asi za dva týdny. Rostlina se v přírodě samovolně rozšiřuje semeny, která po krajině roznášejí hlavně plodožraví ptáci, hlodavci a býložravci.

## Význam
Lejnice smradlavá je považována za víceúčelový strom, jenž se využívá jako okrasná a stín poskytující rostlina, vhodná na dřevo, jako zelenina i krmivo a také pro léčivé vlastnosti. Dřevo stromu je šedobílé a poměrně měkké, je však tvrdší než většina ostatních druhů rodu lejnice. Je lehké, jeho měrná hmotnost či hustota je pouhých 450 kg/m³. Snadno se řeže, piluje, brousí, lepí a dobře snáší i dokončovací práce. Při vystavení povětrnostním vlivům však rychle podléhá zkáze, proto je využíváno především na vnitřní zařízení nebo na jen krátkodobě využívané věci. Zhotovuje se z něj nábytek, dveře, podlahy, dlabou se kánoe, dělají bedny a různá pomocná bednění, vyrábějí strunné hudební nástroje, hlavně kytary a vyřezávají hračky pro děti i ozdobné předměty. Používá se k výrobě překližky i buničiny a také na palivové dříví.
I přes své páchnoucí květy se na některých místech vysazuje jako okrasná rostlina. Jasně červené plody dodávají tomuto stromu zajímavý vzhled, protože dosahuje mohutné výšky, má pravidelnou širokou korunu a může vytvářet velké opěrné kořeny, hodí se nejlépe do parků, podél cest a na místa, kde se uplatní jako stínící strom.
Semena mají po dozrání příjemnou chuť a jedí se, nezralá způsobují bolesti žaludku, ve větším množství mají projímavý účinek. Někdy se před požitím praží a pak mají chuť podobnou praženým kaštanům. Obsahují asi 40 % oleje a jejich lisováním se získává jemný nevysychavý olej, kterým se nahrazuje olej olivový nebo se používá pro svícení.
Listy obsahují až 2,6 % vápníků a jsou pro přežvýkavce dobrým zdrojem bílkovin a fosforu, v případě nedostatku pastvy následkem sucha se stávají náhradním krmivem. Mladé lístky a konce čerstvých větviček konzumují i lidé v polévkách a salátach. Z vláken vnitřní kůry se vyrábějí rohože, tašky, šňůry a pevné provazy. Listy i kůra jsou močopudné a projímavé, používají se při léčbě vodnatelnosti i revmatismu.
Z nařezané kůry kmene a větví vytéká pryskyřice, která se po ztuhnutí sbírá. Pod jménem tragant nebo arabská guma sloužívá jako lepidlo a pod označením E 413 se používá jako zahušťovadlo, stabilizátor a emulgátor v potravinářství, cukrářství a také kosmetice.

## Ohrožení
Lejnice smradlavá je známá nejméně z dvou stovek rozmanitých lokalit a její populace je pokládána za stabilní. Dochází sice ke zmenšování vhodného biotopu, nicméně vzhledem k velkému rozsahu výskytu a počtu známých lokalit je toto snižování považováno za jen málo znepokojivé. Proto je Mezinárodním svazem ochrany přírody (IUCN) hodnocená jako málo dotčený druh (LC).